# Johnny Sequoyah
Johnny Sequoyah Friedenberg (Boise, Idaho, 25 d'octubre de 2002) és una actriu estatunidenca coneguda pels seus papers com Bo Adams a la sèrie de televisió de la NBC Believe i Audrey a la minisèrie Dexter: New Blood.
Sequoyah va néixer a Los Angeles i va passar els seus primers vuit anys a Idaho, l'estat natal de la seua mare. Va començar a actuar a vuit anys en pel·lícules independents. El 2013 i el 2014, va aparéixer a Ass Backwards i I Believe in Unicorns. Va protagonitzar Among Ravens, dirigida pel seu pare, Russell Friedenberg, i produïda per la seua mare, Heather Rae.
El 2014, va aparéixer a la pel·lícula de thriller Wind Walkers, també dirigida pel seu pare. El seu paper més notable va ser Bo Adams a la sèrie de televisió Believe de l’NBC. El 2016 va interpretar "Taylor Otto" al pilot de la sèrie d'ABC American Housewife, però va ser substituïda per Meg Donnelly abans que la sèrie fos acceptada per la xarxa.
L'agost de 2019, es va anunciar que Sequoyah s'havia unit al repartiment de Love, Victor, la sèrie seqüela de Hulu de la pel·lícula de 2018 Love, Simon, que interpretaria el paper de Mia. No obstant això, més tard aquell mes, el paper va ser reformulat amb Rachel Naomi Hilson a causa de la decisió de portar el personatge en una nova direcció creativa. El 2021, Sequoyah va interpretar a Audrey a la minisèrie de revival de Dexter Dexter: New Blood.